# Anarchisme en Argentine
L’anarchisme en Argentine concerne l'histoire du mouvement libertaire argentin, un des plus forts en Amérique du Sud.  Le tout premier organisme réellement anarchiste apparaît en 1876 sous l'influence d'un groupe bakouniniste. Principalement influencé à ses débuts par des immigrés étrangers en exil, comme l'italien Errico Malatesta, les libertaires de l'époque seront à l'origine de la création des premiers syndicats argentins.

## Histoire

### Apparition de l'anarchisme en Argentine

#### Origine du socialisme en Argentine
Les premiers mouvements argentins d'inspirations socialistes naissent dans les années 1870. Ils tiennent leur origine d'un groupe d'immigrés socialistes, principalement français mais aussi allemands, italiens et espagnols dans une moindre mesure, qui auraient été, selon médecin et sociologue italo-argentin José Ingenieros, le tout premier groupuscule de cette tendance dans le pays,.
En 1871, de nombreux militants français de gauche s'exilent en Argentine à la suite de la dure répression contre les communards de la Commune de Paris. Parmi eux on compte Achille Cambier, qui deviendra plus tard un des grands leaders de la Deuxième Internationale, ainsi qu'Émile Dumas. Ils sont à l'origine de la fondation, en 1872, d'une section argentine de la Association internationale des travailleurs (plus communément appelée Première Internationale) à Buenos Aires. À l'époque, cette section a une influence mineure dans le paysage politique mais elle se distingue des autres par son antiautoritarisme sans toutefois aller jusqu'à l'anarchisme. Une seconde section est créée en 1874 dans la ville de Córdoba mais elle est supprimée l'année suivante et tous ses membres sont arrêtés,,,.

#### Débuts de l'anarchisme
Dans la seconde moitié des années 1870, une scission commence à se créer au sein de la Première internationale entre les partisans de Karl Marx, favorable à une gestion centralisée et à la création de partis politiques, qui deviendront les communistes et qui sont alors minoritaire en Argentine et les partisans de Mikhaïl Bakounine, anti-autoritaires et anti-politiques, qui deviendront les anarchistes et qui forment le groupe majoritaire, principalement composé de personnalités italiennes et espagnoles. En 1876, le Centro de Propaganda Obrera (Centre de Propagande ouvrière) est créé par des bakouninistes. C'est le premier réel organisme anarchiste d'Argentine. Ses idéaux commencent à se diffuser, surtout grâce à la publication du manifeste Une Idée dans lequel sont développés les points principaux des théories de Bakounine, dans les anciennes sections de la Première internationale disparu en 1877 de la sorte qu'en 1879 tous les groupes argentins qui avaient été affiliés à l'Internationale sont dirigés par des partisans de l'anarchisme et de Bakounine. En 1879 est publié le premier numéro du journal El Descamisado, périodique ayant une ligne politique libertaire, tandis que l'année suivante, en 1880, est créé par des anarchistes argentins le groupe La Anarquía,,,.
En 1882 paraissent les journaux El Obrero et La Anarquia, en 1882 c'est au tour de Lucha Obrera d'être publié pour la première fois (à ne pas confondre avec La lucha obrera, journal anarcho-collectiviste qui quant-à-lui paraîtra en 1884) et en 1883, c'est un périodique de langue française Le Prolétaire,,.
En juin 1884, dix-huit internationalistes italiens dont Ettore Mattei décident de fonder le Cercle Communiste Anarchiste (Circulo Comunista Anarquico en espagnol) qu'eux-mêmes considèrent comme l'héritier des anciennes sections de la Première Internationale. Les principaux groupuscule libertaires étrangers de l'époque sont ceux des immigrés français, espagnols, italiens et hollandais.
Les libertaires immigrés se réunissent souvent au sein de groupes formés par des gens de leur même origine. Ainsi, des anarchistes italiens originaires du village d'Isola Dovarese, en Lombardie, où ils faisaient partie d'un groupe nommé I Ribelli (Les Rebelles) émigrent tous en Argentine dans la ville de Rosario, sur le littoral du Rio Paraná, où ils fondent le groupe anarchiste El Miserable (Le Misérable). Il en est de même pour des français immigrés dans la ville d'Azul, près de Buenos Aires, qui créent une association composée de libertaires résidant dans les alentours,.
Toujours à la même période, l'anarchisme se diffuse de plus en plus surtout grâce à l'action entreprise par les libertaires étrangers dans les villages ruraux argentins où le syndicalisme est alors presque absent. Ils enseignent ainsi leurs idéaux révolutionnaires tout en donnant des cours du soir pour apprendre à lire et à écrire aux travailleurs pauvres. Ce type de personnes, professeur-travailleur-anarchiste, est notamment décrit par l'historien Osvaldo Bayer qui les nomment les linyera (de l'italien linghera, sac dans lequel les anarchistes argentins transportaient des tracts et des journaux politiques).

#### De 1885 à 1900: influence de Malatesta

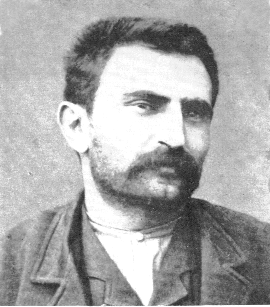
Photo d'Errico Malatesta durant son séjour en Argentine.

Dès 1885, le militant V. Mariani commence à distribuer à Buenos Aires Le Révolté, hebdomadaire suisse de tendance anarcho-communiste fondé à Genève en 1879 par Pierre Kropotkine, François Dumartheray et Élisée Reclus. Son nombre de ventes augmente dans les années qui suivent et il prend de l'importance jusqu'à devenir le principal journal libertaire de la capitale argentine. Il est dès lors chargé de fixer et diffuser les dates des réunions anarchistes telles que celle de juillet 1887, qui réunit près de 350 personnes en solidarité avec les martyrs d'extrême-gauche du massacre de Haymarket Square à Chicago, ou celle de mars 1888, en commémoration à la Commune de Paris de 1871.
En janvier 1885, plusieurs camarades anarchistes italiens immigrent en Argentine pour éviter l'emprisonnement, pour motif politique, dans leur pays d'origine. Parmi eux on compte le propagandiste et révolutionnaire communisme libertaire Errico Malatesta ainsi que Francesco Pezzi (déjà emprisonné en 1880 pour avoir fomenté une révolte paysanne en Campanie avec Malatesta), Maria Luisa Minguzzi (anarcha-féministe ayant aidé à la préparation de la révolte paysanne en Campanie), Francesco Natta (ancien responsable d'une tentative d'insurrection à Bologne), Cesare Agostinelli (anarchiste d'Ancône) et Galileo Palla (plus tard chef d'une insurrection en Lunigiana),,.
Tous s'installent à Buenos Aires où ils entrent en contact avec le Cercle Communiste Anarchiste qui avait été fondé en 1884 par Ettore Mattei. Ils fondent également le Círculo Obrero de Estudios Sociales (Cercle ouvrier d'études sociales) qui contribue à répandre l'anarchisme dans les classes sociales ouvrières de la capitale. En 1886, Malatesta et Natta tentent l'expérience de chercheurs d'or en Patagonie (région alors récemment annexée par l'Argentine) et plus précisément dans la zone autour du cap des Vierges. Cette opération avait pour but de financer une partie de leur œuvre de propagande. Bien qu'elle se révèle finalement désastreuse, principalement à cause du froid, et que les deux anarchistes italiens se voit obligés de revenir à Buenos Aires au bout 6 mois, Malatesta en retourne avec la forte conviction qu'il faille aider les populations du sud du pays, pour la plupart pauvres et vivant dans des conditions inhumaines,.
De retour dans la capitale, Errico Malatesta décide de nombreuses actions pour diffuser l'anarchisme parmi les ouvriers et les artisans. Il tente aussi de rassembler les différents libertaires du pays (alors représentés massivement par les linyera) et introduit ainsi le syndicalisme en Argentine. En effet, le 18 juillet 1887, il fonde avec Ettore Mattei la Sociedad Cosmopolita de Resistencia y Colocación de Obreros Panaderos (le Syndicat des boulangers), tout premier syndicat d'Argentine, dont il écrira les statuts. Ce syndicat fonde aussi son propre journal, El Obrero Panadero. Par la suite Malatesta publie aussi un périodique italien de ligne anarchiste, originaire de la ville de Florence, nommé La Questione sociale.
Agostinelli retourne en Italie en 1887, Malatesta, Pezzi, Minguzzi et Palla en 1889 et Natta demeure en Argentine et mourra à La Plata en 1914,.
On note dans les mêmes années la présence en Argentine de Francesco Momo.
À partir de 1887, le militant Francisco Denambride, plus tard parmi les créateurs du journal El Perseguido qui sera publié entre 1890 et 1896, se rend dans la province de Santa Fe dans un but de prosélytisme et de diffusion des idéaux anarchistes.
La capitale argentine est au début des années 1890 un des principaux lieux de rencontre sud-américains des intellectuels et révolutionnaires anarchistes exilés. On y retrouve ainsi un groupe de Franco-belges dont l'imprimeur Emile Piette, immigré en 1885, est un des fondateurs. Ce dernier fonde également en janvier 1893, avec José Falconnet et Alex Sadier, le journal La Liberté qui existera jusqu'en septembre 1894. Parmi les autres personnalités de ce temps on compte aussi le Catalan Juan Vila (qui traduit en espagnol La Conquête du pain, œuvre écrite par Pierre Kropotkine en 1892, sous le titre de La conquista del pan) ou encore l'écrivain espagnol Antoni Pellicer i Paraire (ancien fondateur et directeur du journal anarchiste barcelonais Acracia qui immigre en 1891 à Buenos Aires où il fonde le périodique Ciencia Social puis se retrouve parmi les fondateurs de la Fédération ouvrière régionale argentine),.

## Les différents courants

### Le mouvement féministe libertaire

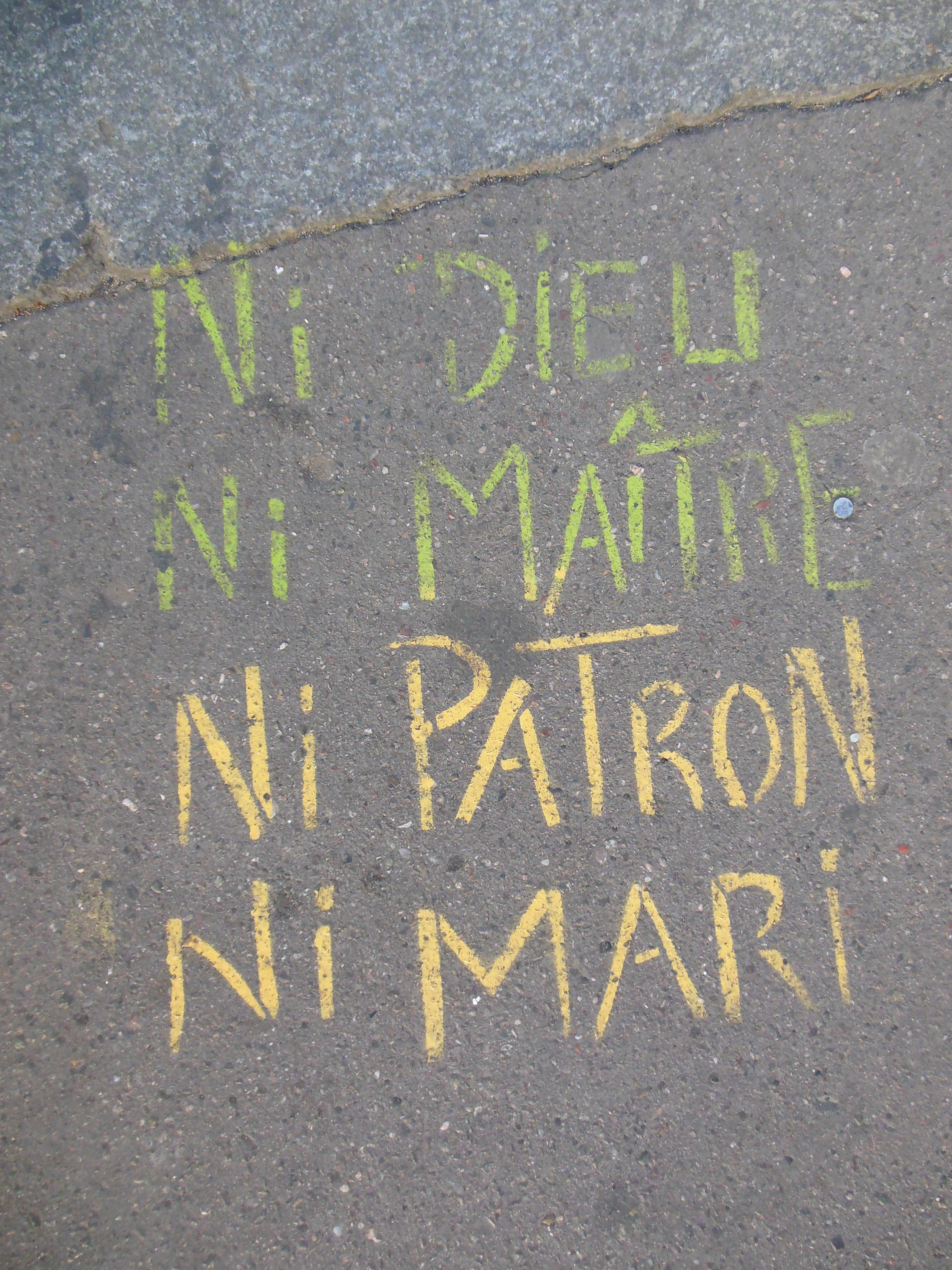
Graffiti, Paris, 2012.

En 1895, à Buenos-Aires, apparaît la brochure Propaganda anarquista entre las mujeres (Propagande anarchiste entre les femmes), sous la signature de la libre-penseuse italienne Ana María Mozón, qui aborde des thèmes tels que l’amour libre, la famille, l’exploitation dans les manufactures, les différentes formes de violences : « Nous voulons vous libérer de l’avidité du patron qui vous exploite, de la surveillance du curé qui vous remplis la tête de superstitions, de l’autorité du mari qui vous maltraite ».
De 1896 à 1897, Virginia Bolten publie La Voz de la Mujer (La Voix de la femme), premier journal féministe et révolutionnaire au sein de la classe ouvrière, première publication anarcha-féministe au monde. En épigraphe : « Ni dios, ni patron, ni marido » (« Ni dieu, ni patron, ni mari »). Le journal appelle les femmes à se rebeller contre l'oppression masculine mais sans abandonner la lutte prolétarienne. Il critique toute forme d'autorité, ecclésiastique, patronale, étatique et familiale. La proposition ultime consiste en l'instauration du communisme libertaire.
Les rédactrices dénoncent leur rôle d’objet sexuel et disent à quel type de relations elles aspirent, sous le regard moqueur des mâles de leur classe et la réprobation de la société bourgeoise. Le premier numéro est reçu avec hostilité par certains secteurs anarchistes masculins, car beaucoup de militants considèrent ces positions comme des attaques contre le sexe masculin.